# جيش الفقراء
جيش الفقراء (بالإسبانية: Ejército Guerrillero de los Pobres) هي حركة حرب عصابات يسارية غواتيمالية. نشطت الحركة في الحرب الأهلية الغواتيمالية وتلقت الدعم خصوصا من السكان الأصليين كشعب المايا.

## التأسيس
في أعقاب انقلاب 1954 في غواتيمالا، بدأت سلسلة من التمردات اليسارية في الريف الغواتيمالي، الحكومات العسكرية في البلاد المدعومة من الولايات المتحدة. من بين الحركات التي قادت التمردات كانت القوات المسلحة المتمردة (بالإسبانية: Fuerzas Armadas Rebeldes). تم سحق القوات المسلحة المتمردة إلى حد كبير من خلال حملة مكافحة التمرد التي نفذتها الحكومة الغواتيمالية بمساعدة الولايات المتحدة في أواخر الستينيات. قُتل ما بين 2800 و 8000 من أنصار الحركة المسلحة، كما تم اختطاف أو اغتيال أو اختفاء مئات اليساريين في المناطق الحضرية. اجتمع القادة الذين بقوا أحياءً بعد الحملة في مكسيكو سيتي في السبعينيات لتأسيس منظمة جيش الفقراء. كان من بين الزعماء ريكاردو راميريز (واسمه المستعار رولاندو موران) وخوليو سيزار ماسياس (المعروف باسم سيزار مونتيس)، وكلاهما من اللادينو، بالإضافة إلى عدد من القادة من السكان الأصليين، خصوصا من شعب المايا.